# Festuca nemoralis
Festuca nemoralis är en gräsart som beskrevs av Anna Maria Türpe. Festuca nemoralis ingår i släktet svinglar, och familjen gräs. Inga underarter finns listade i Catalogue of Life.